# Arthur Janke
Arthur Janke (* 31. August 1843 in Bublitz; † 1. November 1928 in Feldafing) war ein preußischer Generalmajor.

## Leben
Als Sohn eines Kreisgerichts-Rendanten geboren, studierte Janke nach dem Besuch des Gymnasiums in Stolp Rechtswissenschaften in Halle und Bonn. Er wurde 1862 Konkneipant der Bonner Burschenschaft Frankonia, später 1902 deren Alter Herr.
1862 war er Einjährig-Freiwilliger beim Magdeburgischen Füsilier-Regiment Nr. 36 in Halle. Er entschied sich für die militärische Laufbahn in der Preußischen Armee und kam 1863 als Avantageur in das 8. Pommersche Infanterie-Regiment Nr. 61 in Wreschen. Er wurde Offizier und nach kurzer Zeit in Kolberg Sekondeleutnant in Stolp. Mit dem Regiment ging er nach Brandenburg und Spandau, nach der Gasteiner Konvention nach Flensburg. 1866 nahm Janke während des Krieges gegen Österreich an der Schlacht von Königgrätz teil und wurde dann nach Thorn versetzt. Von 1867 bis 1870 besuchte er die Kriegsakademie. Im Deutsch-Französischen Krieg kämpfte er unter anderem in der Schlacht bei Gravelotte, bei der Belagerung von Metz und bei Dijon. Bei einem Gefecht bei Messigny wurde er 1871 verwundet.
In den Jahren 1871 und 1872 reiste er nach Italien, Griechenland und in den Orient. Er wurde Brigadeadjutant und 1872 Bürochef und Bibliothekar an der Kriegsschule Engers. 1873 kam er zum Großen Generalstab und führte topographische Vermessungen im Kreis Thorn durch. 1874 wurde er Lehrer an der Kriegsschule in Metz. Er unternahm viele Reisen, unter anderem im Auftrag des Großen Generalstabs nach Italien, Algier, Marokko, Portugal und Spanien. Er war Mitgründer einer Geographischen Gesellschaft. Auf seine Initiative hin wurde auf der Granahöhe ein Denkmal errichtet. 1876 wurde er zum Hauptmann befördert und 1879 zum Kompaniechef im 7. Rheinischen Infanterie-Regiment Nr. 69 ernannt. 1887 wurde er zum Major befördert und im Jahr darauf als Bataillonskommandeur in das 5. Badische Infanterie-Regiment Nr. 113 versetzt. 1891 ging er als Direktor an die Kriegsschule Glogau. Er reiste nach Schweden, Norwegen, zum Nordkap und in den Orient. Vom rumänischen König eingeladen, besuchte er die russisch-rumänischen Schlachtfelder von 1877 und besichtigte die Kriegsschulen in Belgrad, Sofia, Bukarest, Konstantinopel und Wiener Neustadt. 1892 avancierte er zum Oberstleutnant und unter Beförderung zum Oberst wurde er am 18. April 1895 Kommandeur des Infanterie-Regiments „von der Marwitz“ (8. Pommersches) Nr. 61. 1897 ging er nach Berlin und wurde 1899 zur Disposition gestellt. 1910 erhielt Janke den Charakter als Generalmajor und zog 1920 auf seinen Alterssitz nach Feldafing.

## Veröffentlichungen
- Reise-Erinnerungen aus Italien, Griechenland und dem Orient. Mit besonderer Berücksichtigung der militairischen Verhältnisse. Berlin 1874.
- Skizzen aus dem Europäischen Russland. Mit besonderer Berücksichtigung der militairischen Verhältnisse. I. Berlin und Leipzig 1877; II. Berlin 1879.
- Die Belagerung der Stadt Trier in den Jahren 1673–1675 und die Schlacht an der Conzer Brücke am 11. August 1675. Verlag der Fr. Lintz'schen Buchhandlung, Trier 1890.[1]
- Auf Alexanders der Grossen Pfaden. Eine Reise durch Kleinasien. Berlin 1904. https://archive.org/details/aufalexandersde00jankgoog/page/n6
- Die Schlacht bei Issus. In: Klio Bd. 10 (1910), S. 137–177.